# Corona egípcia
La corona egípcia era un dels símbols més distintius dels faraons i déus de l'antic Egipte.
El pskent és el nom hel·lenitzat de la corona doble, sejemty, portada pels faraons des de la primeria de l'època dinàstica i significava que posseïen el domini de les Dues Terres (Egipte).
Estava formada per la superposició de dues corones diferents:
- El símbol de les tres corones representava la unió de l'antic Regne del Baix Egipte (nord) amb l'antic Regne de l'Alt Egipte (sud)

- La corona blanca o Hedyet era una mitra blanca oblonga, era la corona de l'antic Regne de l'Alt Egipte (sud), associada al déu Seth.
- La corona roja o Desheret tenia una protuberància enrotllada; pertanyia a l'antic Regne del Baix Egipte (nord), associada a Horus.

El nom egipci d'aquesta corona doble, Sejemty, esdevingué Pskent per deformació de Pa-sejemty, 'els dos poders'.
|  |  |  |  |

S'utilitzaren com a símbol de poder pels faraons de l'antic Egipte; també per distingir les diverses divinitats d'aquesta civilització. La complexitat ornamental evolucionà al llarg del temps. Es pot distingir les zones d'on procedia la noblesa per les corones. Durant l'època predinàstica els pobles estaven dividits en les zones ja esmentades, i foren reunides pel faraó Menis, i començà així l'època dinàstica. Cada zona s'identificava amb una corona i tenia un déu particular.

## Corones

### Corona blanca: Hedyet
Representava l'Alt Egipte, i es denominava Hedyet o Uereret; tenia estructura troncocònica, amb l'extrem superior arredonit. És possible que fora feta de material d'origen vegetal; seria de color verdós, encara que en la iconografia egípcia es representa amb color blanc, el de l'Alt Egipte.
Es relaciona amb la dea voltor Nejbet.

### Corona Vermella: Desheret
Representava el Baix Egipte, es denomina Desheret, Mehes (la del nord), o Net (semblant a la dea Neit), entre altres noms. Estava formada pel mateix material que la corona blanca, probablement, ja que així ho mostren els texts de les piràmides. El seu color representatiu és el roig; apareix als murs dels temples orientats cap al nord. D'estructura cilíndrica, amb una protuberància enrotllada, associada a l'abella (representant de les dinasties) i amb la dea Neit. També es relaciona amb les dees Uadyet, Amaunet i Neit.

### Corona Doble: Sejemty
Representava l'Alt i Baix Egipte, és a dir, la unió de tots dos regnes, la unificació d'Egipte. En iconografia es representa com una corona blanca dins de la vermella. Els egipcis la denominaven Sejemty "les dues poderoses".

### Corona Atef
És una forma més complexa de la corona blanca; es compon de dues plomes d'estruç, de vegades amb dues banyes a la base, ureus i un disc solar. Es representa en color groc. Es pensava que ajudava a renàixer al difunt. Apareix també en els texts de les piràmides. Es relaciona amb el déu Osiris.

### Corona Hemhem
Té l'estil d'una triple Atef, i n'és una variant. Representa el triomf del Sol sobre les tenebres, la joventut, i en la iconografia la duen infants.

### Corona Jepresh
Té forma de casc blau; és un corona cerimonial, la duien els reis en les ofrenes als déus. Es feia amb tela blava. Es relaciona amb la dea Uerethekau.

### Corona Shuty
Representada per dues plomes de falcó, tot i que sofreix transformacions, com la inclusió de dues banyes o un disc solar. Es relaciona amb la unió de les Dues Terres i de les dues dees Uadyet (Baix Egipte) i Nejbet (Alt Egipte). En l'Imperi Nou es converteix en una corona que duen les dones de la casa reial i les Divines Adoratrius.

### Nemes
El Nemes és una lligadura de tela que duien alguns déus i faraons. Una de les representacions més famoses d'un Nemes apareix en la màscara funerària de Tutankhamon. Cobria tot el cap i es nuava rere el clatell. Solia ser blanc amb bandes blaves, o daurat i blau lapislàtzuli. Alguns déus el duien, com ara Sah i Atum.

## Jeroglífics de les principals corones
| S1 |

| S1 |

| S3 |

| S3 |

| S5 |

| S5 |

| S8 |

| S8 |

| S7 |

| S7 |

| S9 |

| S9 |